# Blair Underwood
Blair Erwin Underwood (Tacoma, 25 agosto 1964) è un attore statunitense.

## Biografia
Figlio di Frank e Marilyn Underwood, il padre è stato un colonnello della United States Army, e ha vissuto parte della sua infanzia in alcune basi militari negli Stati Uniti e in Germania. Ha studiato al Petersburg High School e ha studiato recitazione al Carnegie Mellon School of Drama a Pittsburgh.
Debutta nel 1985 partecipando ad alcuni episodi di Supercar, I Robinson e 21 Jump Street, mentre debutta al cinema come protagonista di Krush Groove. Noto per aver interpretato per ben sette anni, dal 1987 al 1994, Jonathan Rollins nella serie tv L.A. Law - Avvocati a Los Angeles.
Nel 1989 partecipa al video del singolo Liberian Girl di Michael Jackson.
Per il cinema ha lavorato nei film La giusta causa, Set It Off - Farsi notare, Gattaca - La porta dell'universo, Deep Impact, Regole d'onore e Full Frontal. Ha partecipato ad alcuni episodi di Sex and the City, dove impersonava il Dr. Robert Leeds, amante di Miranda Hobbes (interpretata da Cynthia Nixon), e ha lavorato al fianco di Heather Locklear nella sfortunata serie LAX, sospesa dopo pochi episodi.
Nel 2000 è stato inserito nella liste dei "50 uomini più belli del mondo" dalla rivista People. Nel 1989 è cofondatore della "Artists for a New South Africa", organizzazione no-profit che si dedica per la democrazia in Sudafrica. È sposato dal 1994 con Desiree DaCosta, la coppia ha tre figli Paris, Blake e Brielle.
Underwood ha scritto anche un libro intitolato Before I Got Here: The Wondrous Things We Hear When We Listen to the Souls of Our Children, dove, accompagnato da varie foto, raccoglie frasi dette da vari genitori e bambini che si fanno domande sulla vita.
A fine 2007 partecipa alla serie TV Dirty Sexy Money nel ruolo di Simon Elder, mentre nel 2008 partecipa ad alcuni episodi de La complicata vita di Christine ed interpreta un pilota della marina afflitto da sensi di colpa nella serie TV In Treatment. Nel 2010 entra a far parte del cast della serie televisiva della NBC The Event, dove ricopre il ruolo del Presidente degli Stati Uniti d'America Eli Martinez.
Nel 2013 è protagonista della serie televisiva Ironside, rifacimento dell'omonima serie televisiva degli anni sessanta/settanta. La serie non ottiene il successo sperato e viene cancellata dopo pochi episodi.
Nel 2016 si unisce al cast della seconda stagione di Quantico, serie televisiva trasmessa dal canale statunitense ABC. Nel 2020 recita a Broadway nel dramma A Soldier's Play e per la sua interpretazione ottiene una nomination al Tony Award al miglior attore protagonista in un'opera teatrale.

## Filmografia parziale

### Cinema
- Krush Groove, regia di Michael Schultz (1985)
- Posse - La leggenda di Jessie Lee (Posse), regia di Mario Van Peebles (1993)
- La giusta causa (Just Cause), regia di Arne Glimcher (1995)
- Set It Off - Farsi notare (Set It Off), regia di F. Gary Gray (1996)
- Gattaca - La porta dell'universo (Gattaca), regia di Andrew Niccol (1997)
- Deep Impact, regia di Mimi Leder (1998)
- Regole d'onore (Rules of Engagement), regia di William Friedkin (2000)
- G, regia di Christopher Scott Cherot (2002)
- Full Frontal, regia di Steven Soderbergh (2002)
- Malibu's Most Wanted - Rapimento a Malibu (Malibu's Most Wanted), regia di Steven Soderbergh (2003)
- Something New, regia di Sanaa Hamri (2006)
- Riunione di famiglia con pallottole (Madea's Family Reunion), regia di Tyler Perry (2006)
- Weather Girl - Perturbazioni d'amore (Weather Girl), regia di Blayne Weaver (2009)
- I Will Follow, regia di Ava DuVernay (2010)
- L'arte di cavarsela (The Art of Getting By), regia di Gavin Wiesen (2011)
- Woman Thou Art Loosed: On the 7th Day, regia di Neema Barnette (2012)
- The After Party, regia di Ian Edelman (2018)
- Juanita, regia di Clark Johnson (2019)
- Bad Hair, regia di Justin Simien (2020)
- Really Love, regia di Angel Kristi Williams (2020)
- Origin, regia di Ava DuVernay (2023)
- Longlegs, regia di Oz Perkins (2024)

### Televisione
- Una vita da vivere (One Life to Live) – serial TV, 1 puntata (1985)
- I Robinson (The Cosby Show) – serie TV, episodi 1x16-2x05 (1985)
- Downtown – serie TV, 14 episodi (1986-1987)
- I quattro della scuola di polizia (21 Jump Street) – serie TV, episodio 1x06 (1987)
- L.A. Law - Avvocati a Los Angeles (L.A. Law) – serie TV, 145 episodi (1987-1994)
- Buon compleanno Topolino! (Mickey's 60th Birthday), regia di Scott Garen – special TV (1988)
- Heat Wave - Onda di fuoco (Heat Wave), regia di Kevin Hooks – film TV (1990)
- Soul of the Game, regia di Kevin Rodney Sullivan – film TV (1996)
- Mistrial, regia di Heywood Gould – film TV (1996)
- High Incident – serie TV, 22 episodi (1996-1997)
- La famiglia di mamma Flora (Mama Flora's Family), regia di Peter Werner – miniserie TV (1998)
- L'albero dei desideri (The Wishing Tree), regia di Ivan Passer – film TV (1999)
- City of Angels – serie TV, 24 episodi (2000)
- Sex and the City – serie TV, 5 episodi (2003-2004)
- LAX – serie TV, 13 episodi (2004-2005)
- Fatherhood – serie animata, 26 episodi (2004-2005) – voce
- La complicata vita di Christine (The New Adventures of Old Christine) – serie TV, 9 episodi (2006-2008, 2010)
- Laboratorio mortale (Covert One: The Hades Factor), regia di Mick Jackson – miniserie TV (2006)
- Law & Order - Unità vittime speciali (Law & Order: Special Victims Unit) – serie TV, episodio 8x11 (2007)
- Dirty Sexy Money – serie TV, 22 episodi (2007-2009)
- In Treatment – serie TV, 9 episodi (2008)
- The Event – serie TV, 22 episodi (2010-2011)
- Ironside – serie TV, 9 episodi (2013)
- The Trip to Bountiful, regia di Michael Wilson – film TV (2014)
- The Good Wife – serie TV, episodio 7x17 (2015)
- Agents of S.H.I.E.L.D. – serie TV, 10 episodi (2015-2016)
- Quantico – serie TV, 35 episodi (2016-2018)
- The Lion Guard – serie animata, 11 episodi (2016-2019) – voce
- When They See Us – miniserie TV, puntata 02 (2019)
- Dear White People – serie TV, 5 episodi (2019)
- Self-made: la vita di Madam C.J. Walker (Self Made: Inspired by the Life of Madam C.J. Walker ), regia di Kasi Lemmons e DeMane Davis – miniserie TV (2020)
- American Crime Story – serie TV, episodi 3x04-3x05-3x08 (2021)
- Elsbeth – serie TV, episodio 1x05 (2024)
- Three Women – serie TV, 10 episodi (2024)

## Teatro (parziale)
- Un tram che si chiama Desiderio di Tennessee Williams, regia di Emily Mann. Broadhurst Theatre di Broadway (2012)
- Otello di William Shakespeare, regia di Barry Edelstein. Lowell Davies Festival Theatre di San Diego (2014)
- A Soldier's Play di Charles Fuller, regia di Kenny Leon. American Airlines Theatre di Broadway (2020)

## Doppiatori italiani
Nelle versioni in italiano delle opere in cui ha recitato, Blair Underwood è stato doppiato da:
- Massimo Bitossi in  Law & Order - Unità vittime speciali, In Treatment, The Event, Quantico
- Alberto Angrisano in The Good Wife, Longlegs, Elsbeth
- Francesco Prando in Set It Off - Farsi notare, Dirty Sexy Money
- Vittorio Guerrieri in Something New, LAX
- Simone Mori in Deep Impact, Self Made - La vita di Madam C.J. Walker
- Diego Reggente in Sex and the City
- Mario Bombardieri in Regole d'onore
- Saverio Garbarino in L.A. Law - Avvocati a Los Angeles
- Massimo Lodolo in Riunione di famiglia con pallottole
- Luca Ward in Full Frontal
- Antonio Sanna in Top Secret
- Carlo Cosolo in Agents of S.H.I.E.L.D.
- Roberto Draghetti in L'arte di cavarsela
- Roberto Fidecaro in When They See Us
- Lorenzo Scattorin in Ironside
- Marco Mete in La giusta causa
- Claudio Fattoretto in Gattaca - La porta dell'universo